# Duffield (Derbyshire)
Pour les articles homonymes, voir Duffield.
Duffield est un village anglais situé dans le comté du Derbyshire, à la confluence entre les rivières Ecclesbourne (en) et Derwent.
En 2011, sa population était de 5 046 habitants.

## Personnalités liées à la commune
- Ellen McArthur, historienne, y est née.